# Малая Янгыта
Малая Янгыта — река в России, течёт по территории Заполярного района Ненецкого автономного округа. Вытекает из озера Малое Янгытаты на высоте 164 м над уровнем моря. Устье реки находится в 196 км по правому берегу Сулы на высоте 33 м над уровнем моря. Длина реки — 64 км.

## Данные водного реестра
По данным государственного водного реестра России относится к Двинско-Печорскому бассейновому округу, водохозяйственный участок реки — Печора от водомерного поста Усть-Цильма и до устья, речной подбассейн реки — бассейны притоков Печоры ниже впадения Усы. Речной бассейн реки — Печора.